# 밀러 볼라뇨스
밀러 알렉한드로 볼라뇨스 레스코(영어: Miller Alejandro Bolanos Reasco, 1990년 6월 1일 ~ )는 에콰도르의 축구선수이다. 현재 중국 슈퍼리그 상하이 선화가 소속팀이다.